# トラブルシューティング
トラブルシューティング（英: Troubleshooting）は、問題解決の一手法である。

## 概要
問題を解決するためには、正確な事実を状況把握し、問題の根源を論理的・体系的に探る必要があり、順を追って解決してゆくのが一般的である。トラブルシューティングは、問題の原因を識別するために用いられる。原因として考えられる最も可能性の高いものを消去法で見出し、それを取り除き正常な状態に戻すための方法である。あらかじめ想定されたトラブルについて、解決方法がマニュアル化されたものを指すことが多い。
例えば、それまで動いていたものが突然停止してしまった問題について考えてみよう。この場合、まず第一に、動いていた時と停止した時とで何が変わったのかに注目しなければならない。しかし、何か変化があったとしても、そこに因果関係があると早合点してはいけない。一般に相関関係と因果関係は同じではない。
問題解決の基本原則は、最も単純で確率の高い原因から検討開始するというものである。これは「足跡を見つけたら、まずシマウマではなく馬を探せ」という格言やKISS原則で表される。この原則の結果として、解決手順（ヘルプデスクやマニュアル）で最初に「電源は入っていますか?」と聞かれることになるのだが、これは侮辱ではなく、現状の把握と単に考えられる可能性を排除していくための手続きの一部(切り分け)である。
次に、構成体の要素を1つずつ調べていき、疑わしいものがあればその部品を置き換えていく。認知ウォークスルーも試す価値のある手法である。また、特定の機器やシステムについて詳しく記載された文書があれば、非常に役立つだろう。
コンピューターにおいてのトラブルシューティング手法として例えば、
- 機器に対して正しい結線や使用環境、操作を実施し動作を確認する(電源を入れる)。
- コンピューターのリブートや、バックアップからのリストア、またはリカバリーをして正常な状態に戻し正常に起動出来るかを試す。
- 連続して接続された機器に対しては、近くから先に試し、問題なければ更に一つ遠くの機器を試す。(上流から下流)
- 機器の動作に必要な最低限の部品や機器のみを接続させて動作を確認する(最小構成)。
- ソフトウェアの設定内容を把握している場合、設定を一旦デフォルトにしたり、再インストールを試す。

などを実行し、原因を特定する手法が考えられる。
しかし利用状況次第ではすぐに問題解決のための手法は実行出来ない場合があり、なるべくリスクを追わない具体的な策が要求される事がある。(ネットワーク機器、サーバー等)
問題の原因としてよくあるものは設計の不備である。例えば、機器を逆に接続してしまったり、カードを逆に挿入したりといった問題では、間違いを起こしにくくする人間工学設計が不足していると考えられる。また、カタカナ英語に溢れたマニュアルは読みにくく理解しにくく覚えにくいので、大半の日本人が一度もマニュアル読まずに機器を使っていることも問題の大きな原因となっている。他の原因としては障害による不具合や故障もある。
トラブルシューティングでは、体系的なチェックリスト、手順、フローチャートや表が事前に用意され、使われることもある。トラブルシューティングの手順開発を事前に行っておくことで、効率的な問題への対処が可能となる。